# Bandog
Bandog je plemeno psa, které vyšlechtil v 50.–60. letech 20. století veterinář Swinford z USA. Záměrem bylo vyšlechtit silného, mohutného psa, který bude dobrým obranářem a spolehlivým hlídačem rodiny. Bandog doposud nebyl uznán plemenem FCI.

## Popis
Středně velký, silný, mohutně osvalený pes. Vyzařuje lehkost pohybu a hbitost, umí být velice razantní a nebezpečný pokud zaútočí. Barva je buď světle nebo tmavě žíhaná, ale také zlatá, skořicová, černá nebo modrá s povolenými bílými znaky, které nesmí zabírat více než čtvrtinu těla zvířete. Dožívá se průměrně 12 let.

## Povaha
Bandog je věrný přítel rodiny a má rád děti, které velice intenzivně chrání a lpí na nich. Není agresivní, přesto je nebojácný a sebevědomý. Není z psů, kteří útočí první a bezdůvodně, pokud tak učiní, pak především v ochraně svého pána a jeho rodiny. Hůře se snáší s ostatními zvířaty. Žádá si zkušeného majitele, který ho správně povede, nesnese od něj však žádnou nepřiměřenou surovost. Je to velice vytrvalý a aktivní pes.

## Historie plemene

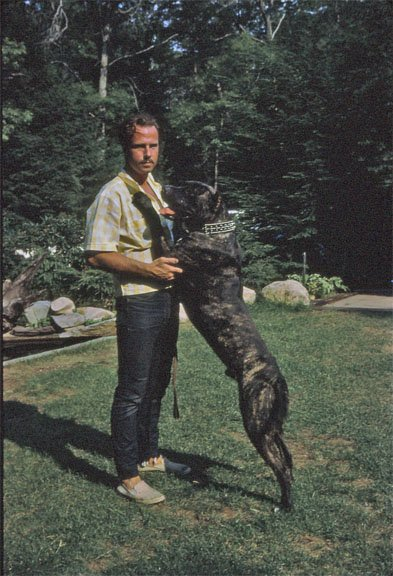
John Swinford a jeho pes Bantu, 1970

Původ tohoto psa se začíná odvíjet v roce 1570 v Anglii. Jeho původní název byl band dog s významem uvázaný pes. Ačkoliv bylo toto plemeno používáno v mnoha odvětvích, původní Bandog z dob Římského imperia vyhynul. Používal se jako válečný pes, také pro boj v arénách gladiátorů, proti šelmám a lidem, ale nikdy v boji jako pes proti psu. Snaha vyšlechtit psa s obratností pitbul teriéra a silou mastifa se však ukázala jako ne zcela plodná, neboť bandog ze soubojů s menšími a rychlejšími plemeny odcházel poražen.
Začátkem 60. let minulého století na scénu s názvem Bandog/ bandogge vstupuje veterinární lékař z Muttontownu na Long Islande v USA, John Bayard Swinford. Jeho záměr: Rodinný strážce a ochrance s předpoklady k lovu. Toto plemeno vzniklo zkřížením anglického mastifa a amerického pitbulteriéra, postupem času bylo čím víc horší získávat kvalitních jedinců Anglického mastina, rozhodl se John v spolupráci s Liebermanem (přítel a pokračovatel v programu) použít dalšího starého evropského mastifa – neapolského mastifa. Brzká smrt Swinforda znemožnila dokončit program SBBP (SWINFORD BANDOG/BANDOGGE PROGRAM). Dnes mnoho lidí zneužívá fakt že bandog je „nedokončené“ plemeno a neuznané FCI a vydává za bandoga křížence různých molosoidných plemen. V Česku a na Slovensku ve Swinfordovem odkazu pokračuje klub Swinford Bandog Slovakia.

## Zdraví
Bandog je celkem zdravé plemeno, jež nebývá příliš zatíženo nemocemi. Existuje však určité nebezpečí, že by se u některých jedinců mohly objevit problémy s pohybovým aparátem. K ochraně kloubů se proto doporučuje preventivně podávat kloubní výživu, jež snižuje jejich opotřebení. 
Mezi nejčastější problémy tohoto plemene patří dysplazie kyčelního a loketního kloubu.
V případě, že se u psa objeví torze žaludku, je nezbytně nutný okamžitý operativní zásah. Dochází při ní totiž k zaškrcení přívodu i vývodu žaludku, což psa ohrožuje na životě. Vhodnou prevencí je rozdělení denní krmné dávky na vícero menších porcí a dodržování klidového režimu po jídle.